# Jajce
Jajce (em sérvio:  Јајце) é uma pequena cidade na Bósnia e Herzegovina, central não apenas geograficamente, mas também culturalmente. Ao longo da longa história da Bósnia, Jajce foi o lar de reis medievais, governadores otomanos e de uma série de diferentes grupos étnicos, além de ser um dos primeiros redutos comunistas do presidente Tito. Jajce tem sido até agora desconhecida pelos turistas, embora a UNESCO tenha investido recentemente na renovação das áreas históricas da cidade, cidade e município localizado no Cantão Central da Bósnia da Federação da Bósnia e Herzegovina, uma entidade da Bósnia e Herzegovina. De acordo com o censo de 2013, a cidade tem uma população de 7.172 habitantes, sendo 27.258 habitantes no município, Está situada na região de Bosanska Krajina, no cruzamento entre Banja Luka, Mrkonjić Grad e Donji Vakuf, na confluência dos rios Pliva e Vrbas.

## História
Jajce Mithraeum é um templo dedicado ao Deus do Sol, Mitra. O deus foi adorado e o culto se espalhou por outras partes do Império Romano em toda a bacia do Mediterrâneo por escravos e mercadores do Oriente, e por soldados romanos que entraram em contato com os seguidores do culto no Oriente. O templo é datado do século II dC e foi reparado em algum momento durante o século IV dC. Este Mithraeum em particular é conhecido como um dos mais bem preservados da Europa. Foi descoberto acidentalmente durante a construção de uma casa particular. O templo é protegido por paredes de vidro para que os visitantes possam ver o interior mesmo sem entrar nas instalações. Porém, para entrar e ver mais de perto, o visitante deve avisar com antecedência a sua visita contactando o Museu Etnológico de Jajce.
O Jajce Mithraeum foi declarado Monumento Nacional da Bósnia e Herzegovina.

### Reino da Bósnia

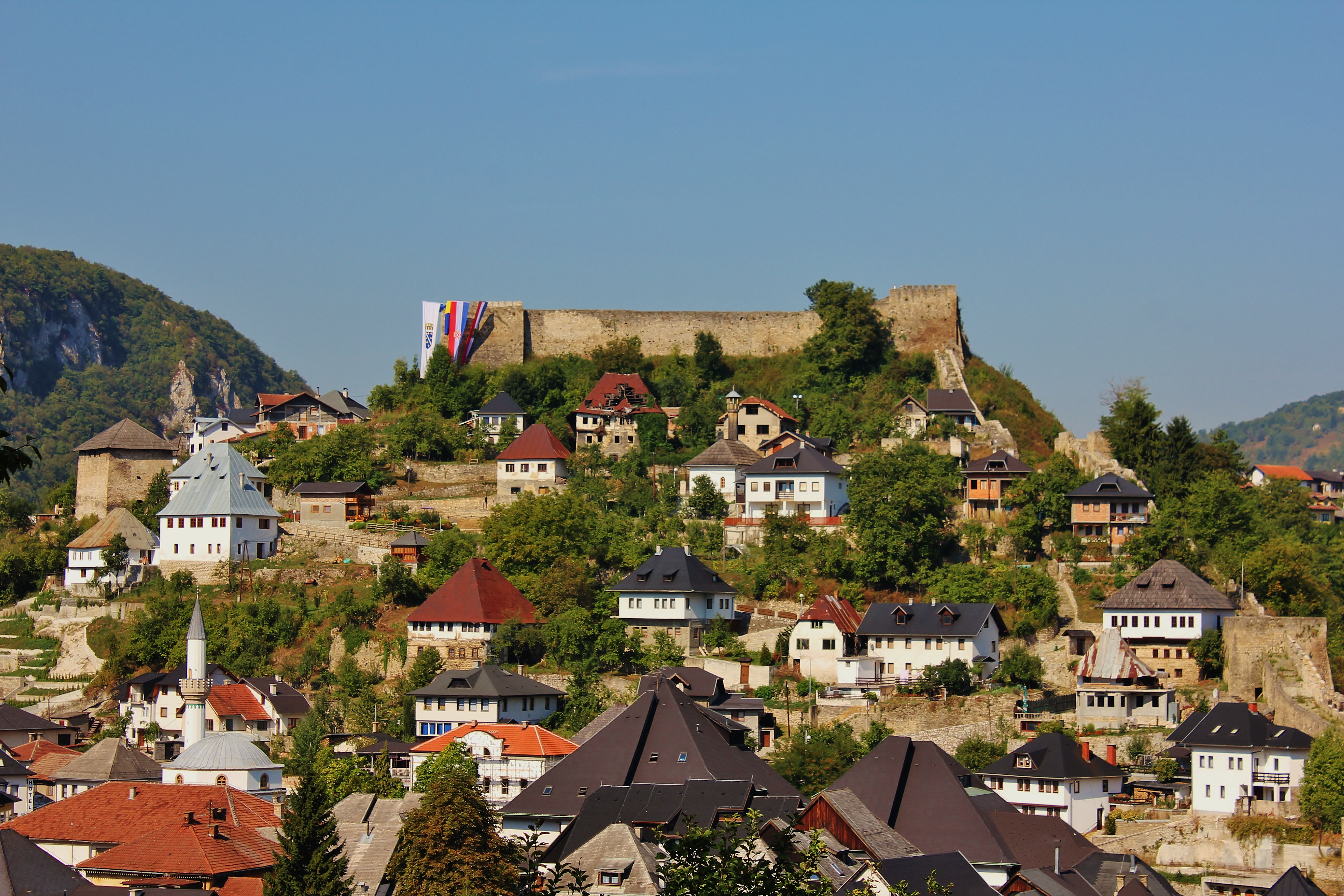
Cidadela acima da cidade murada de Jajce

Hrvoje Vukčić Hrvatinić na época da maior potência estabeleceu a cidade de Jajce.
Jajce foi construída pela primeira vez no século XIV e serviu como capital do Reino independente da Bósnia durante o seu tempo. As primeiras referências ao nome de Jajce em fontes escritas datam do ano de 1396, mas a fortaleza já existia nessa altura. A vila tem portas como fortificações, bem como um castelo com muralhas que conduzem às várias portas da vila. A cerca de 10-20 quilômetros de Jajce fica o Castelo de Komotin e a área da cidade que é mais antiga, mas menor que Jajce. Acredita-se que a cidade de Jajce foi fundada depois que Komotin foi atingido pela Peste Negra. Jajce foi a residência do último rei da Bósnia, Estêvão Tomašević, onde recebeu a coroa real do Papa Pio II como "pela graça de Deus, Rei dos Sérvios, Bósnia, Litoral, Hum, Dalmácia, Croatas, etc. ". O rei foi morto na cidade após as conquistas otomanas.
Os otomanos cercaram a cidade e executaram Tomašević, mas a mantiveram apenas por seis meses. Nesta altura foram os húngaros que procuraram aproveitar a oportunidade para impedir a expansão otomana nos Balcãs. Com a morte do rei da Bósnia, abriu-se a oportunidade para o rei húngaro Matias I tentar capturar a Bósnia antes dos otomanos, o que consequentemente levou ao cerco de Jajce e à supressão do avanço das forças otomanas. Isso atrapalhou os planos otomanos por quase meio século, período durante o qual os húngaros estabeleceram a Banovina de Jajce.:36Antes de sua morte em 1478, a Rainha Catarina restaurou a Igreja de Santa Maria em Jajce, hoje a igreja mais antiga da cidade.

### Período otomano
Skenderbeg Mihajlović sitiou Jajce novamente em 1501, o que, embora o cerco não tenha tido sucesso, marcou o fim da cidade e do domínio húngaro na Bósnia. Mihajlović foi repelido por Ivaniš Korvin, que foi auxiliado por Zrinski, Frankopan, Karlović e Cubor, em 1520 Petar Keglević tornou-se Ban de Jajce. Em 1527, Jajce caiu sob o domínio otomano. Sob os otomanos, a cidade perdeu a sua importância estratégica, à medida que a fronteira avançava para norte.
Existem várias igrejas e mesquitas construídas em épocas diferentes e com regras diferentes, tornando Jajce uma cidade bastante diversificada neste aspecto.

### Período Austro-Húngaro
Jajce passou com o resto da Bósnia e Herzegovina sob a administração da Áustria-Hungria em 1878. O mosteiro franciscano de São Lucas foi concluído em 1885.

### Segunda Guerra Mundial

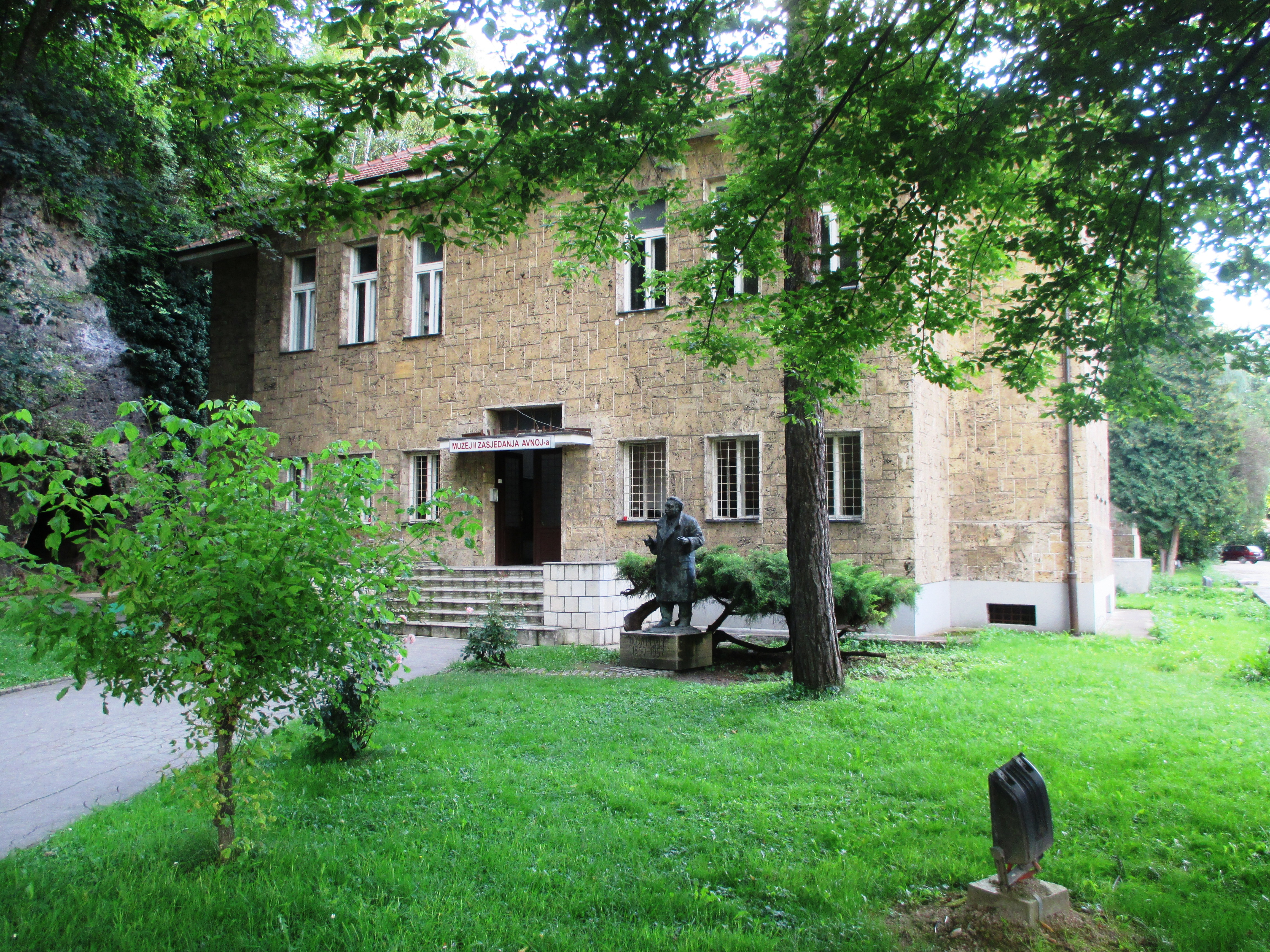
Museu AVNOJ em Jajce

De 1929 a 1941, Jajce fez parte da Vrbas Banovina do Reino da Iugoslávia. Durante a Segunda Guerra Mundial, Jajce ganhou importância como centro de uma grande faixa de território livre e, em 29 de novembro de 1943, sediou a segunda convenção do Conselho Antifascista de Libertação Nacional da Iugoslávia (AVNOJ). Lá, representantes de toda a Jugoslávia decidiram estabelecer uma Jugoslávia federal em igualdade de condições com as suas nações e estabeleceram que a Bósnia e Herzegovina seria uma das suas repúblicas constitutivas. A economia de Jajce no pós-guerra, nos tempos socialistas, baseava-se na indústria e no turismo.:36
No início da Guerra da Bósnia, Jajce era habitada por pessoas de todos os grupos étnicos e estava situada numa junção entre áreas de maioria sérvia-bósnia ao norte, áreas de maioria bósnia ao sudeste e áreas de maioria croata da Bósnia ao sudoeste.

### Guerra da Bósnia

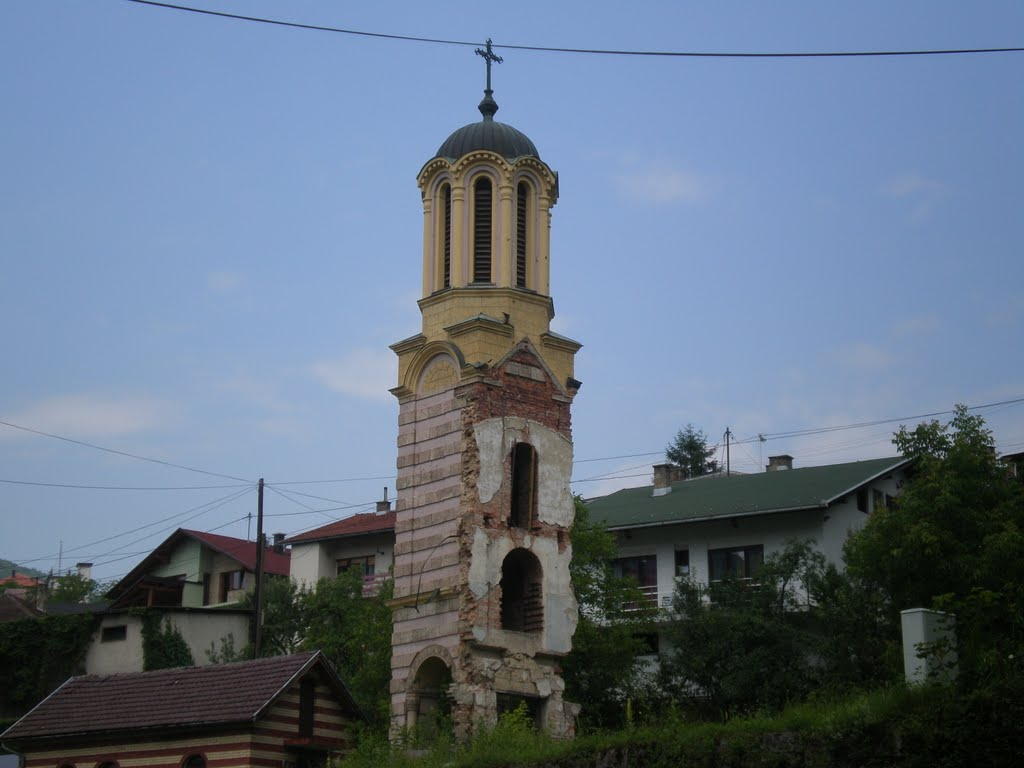
Ruínas da igreja ortodoxa em Jajce

No final de Abril e início de Maio de 1992, quase todos os sérvios étnicos partiram e fugiram ou foram expulsos para territórios sob controlo da Republika Srpska. No verão de 1992, o Exército da Republika Srpska (VRS) iniciou um pesado bombardeio na cidade. Jajce foi defendido pelas forças croatas (HVO) e bósnias (ARBiH) com duas linhas de comando separadas, caiu nas mãos das forças sérvias em 29 de outubro. Às forças em retirada juntou-se uma coluna de 30.000 a 40.000 refugiados civis, que se estendeu 10 milhas (16 km) em direcção a Travnik, sob ataques e bombardeamentos do VRS. Shrader definiu-o como "o maior e mais miserável êxodo" da Guerra da Bósnia.
Os refugiados bósnios reinstalaram-se na Bósnia Central, enquanto os croatas mudaram-se para a Croácia ou para mais perto da fronteira croata devido ao aumento das tensões. Em novembro de 1992, a população de Jajce antes da guerra havia diminuído de 45.000 para apenas vários milhares.
Nas semanas seguintes, todas as mesquitas e igrejas católicas de Jajce foram demolidas. Presume-se que a Igreja Ortodoxa foi demolida de 10 a 11 de outubro por membros da chamada "Brigada Krajina" do Exército da Bósnia e Herzegovina. O VRS converteu o mosteiro franciscano da cidade numa prisão e os seus arquivos, coleções de museus e obras de arte foram saqueados; a igreja do mosteiro foi completamente destruída. Em 1992, todos os edifícios religiosos em Jajce tinham sido destruídos, excepto duas mesquitas cuja localização perigosa no topo de uma colina as tornou inadequadas para demolição.
Jajce foi libertado juntamente com Bosanski Petrovac em meados de setembro de 1995 durante a Operação Mistral 2 pelo Conselho de Defesa Croata (HVO), depois que as forças VRS evacuaram a população sérvia. Jajce tornou-se parte da Federação da Bósnia e Herzegovina de acordo com o Acordo de Dayton. Os bósnios que regressaram foram inicialmente bloqueados por uma multidão de croatas no início de Agosto de 1996, que, segundo o diplomata norte-americano Robert Gelbard, foi dirigida pessoalmente pelo criminoso de guerra bósnio-croata condenado Dario Kordić. Os refugiados bósnios puderam regressar pacificamente apenas algumas semanas depois, sendo seguidos por muitos mais. Dario Kordić rendeu-se e foi levado para Haia após pressão política sobre Zagreb, especialmente por parte dos Estados Unidos.
Um número significativo de refugiados sérvios instalou-se em Brčko enquanto os restantes se estabeleceram em Mrkonjić Grad, Šipovo e Banja Luka.

## Economia e turismo

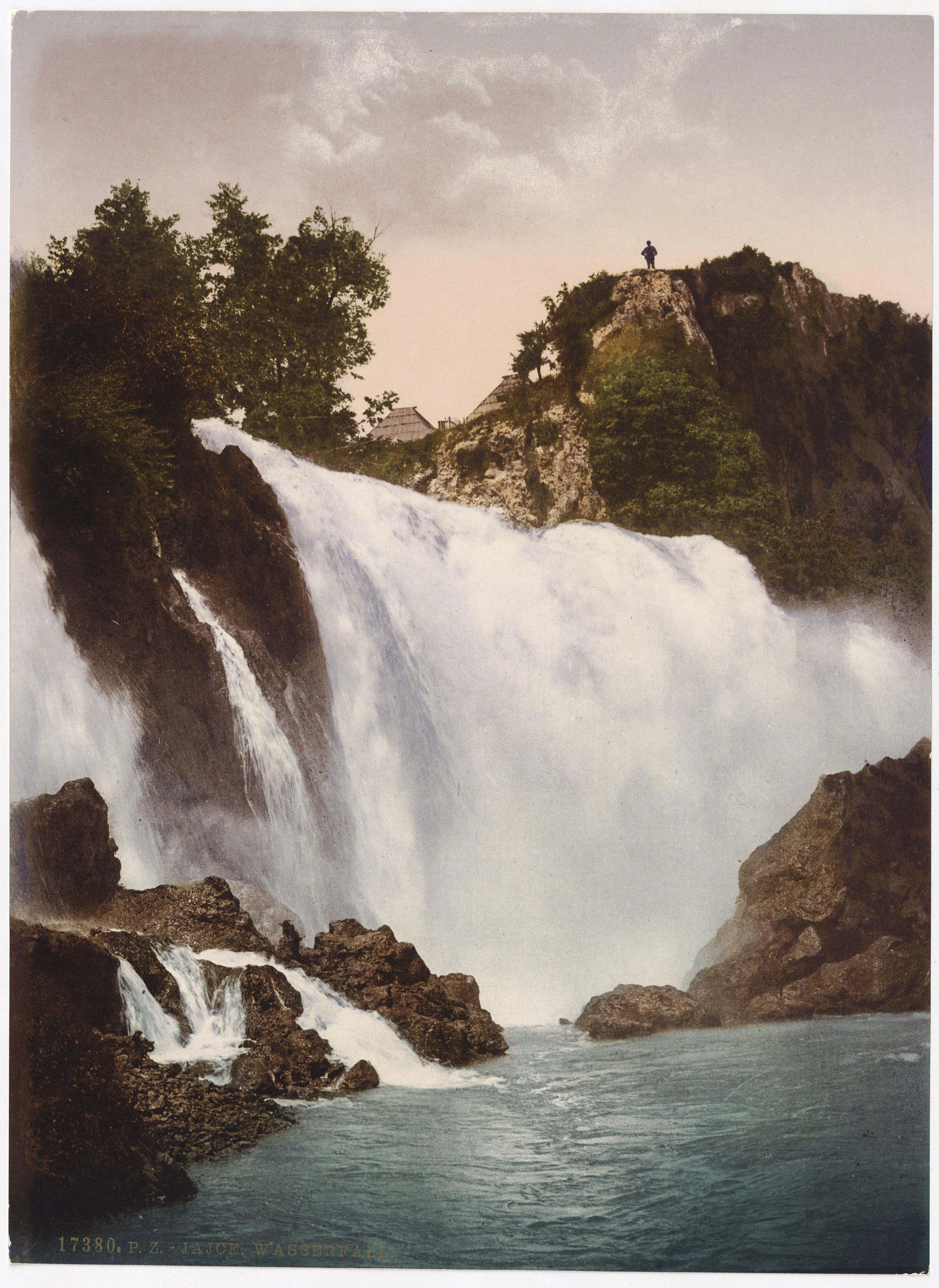
Cachoeira, 1901

A economia do município de Jajce está hoje fraca. UNESCO, com uma organização sueca Kulturarv utan gränser (trad. Cultural Heritage without Borders; Patrimônio Cultural sem Fronteiras), iniciou projeto de reforma do núcleo histórico da cidade. O principal projeto da empresa foi a recuperação de um antigo casario tradicional que simboliza a vista panorâmica da cidade com a cachoeira. A partir de 2006, a maioria das casas foi reconstruída.
O antigo núcleo da cidade murada de Jajce, incluindo a cachoeira, e outros locais individuais fora do perímetro da cidade murada, como o Jajce Mithraeum, é designado como o Conjunto Natural e Arquitetônico de Jajce e proposto para inscrição na lista de Patrimônio Mundial da UNESCO. A candidatura para inscrição está actualmente colocada na lista provisória da UNESCO.

### Turismo
Jajce era um destino turístico popular na época da Iugoslávia, principalmente devido à importância histórica da sessão AVNOJ. O turismo recomeçou e os seus números (20-55 mil turistas em 2012–2013) são relevantes em relação à população do município (25 mil). Os turistas de toda a antiga Jugoslávia ainda constituem a maior parte dos visitantes de Jajce, mas os turistas do Médio Oriente também aumentaram desde o início dos anos 2000; as viagens escolares organizadas também representam uma parcela significativa dos turistas. A primavera e o outono são as principais estações turísticas.:40
A cidade é famosa por seus belos 22m de cachoeira alta onde o rio Pliva encontra o rio Vrbas. Foi danificado durante a Guerra da Bósnia por enchentes e inundações severas, já que a área de captação da Central Hidrelétrica Jajce-1 estava na frente de batalha e fora de serviço; o aumento repentino do nível da água e da vazão criou um maremoto que danificou o corpo de travertino da cachoeira.

Jajce está situada nas montanhas; há belas paisagens perto da cidade, rios como o Vrbas e o Pliva, e lagos como o lago Pliva, que também é um destino popular para a população local e turistas. Não muito longe de Jajce existem montanhas com mais de 2.000 metros de altura, como Vlašić, perto da cidade de Travnik. Viajar pelas estradas de montanha até à vila pode não ser agradável para alguns visitantes, porque as estradas estão em mau estado, mas a paisagem é pitoresca.

## Demografia
Em 1931, o atual município de Jajce fazia parte do muito maior condado de Jajce (juntamente com os atuais municípios de Jezero, Dobretići e Šipovo).
Está documentado que 266 sérvios de Jajce foram assassinados no campo de concentração de Jasenovac durante a Segunda Guerra Mundial.

### População

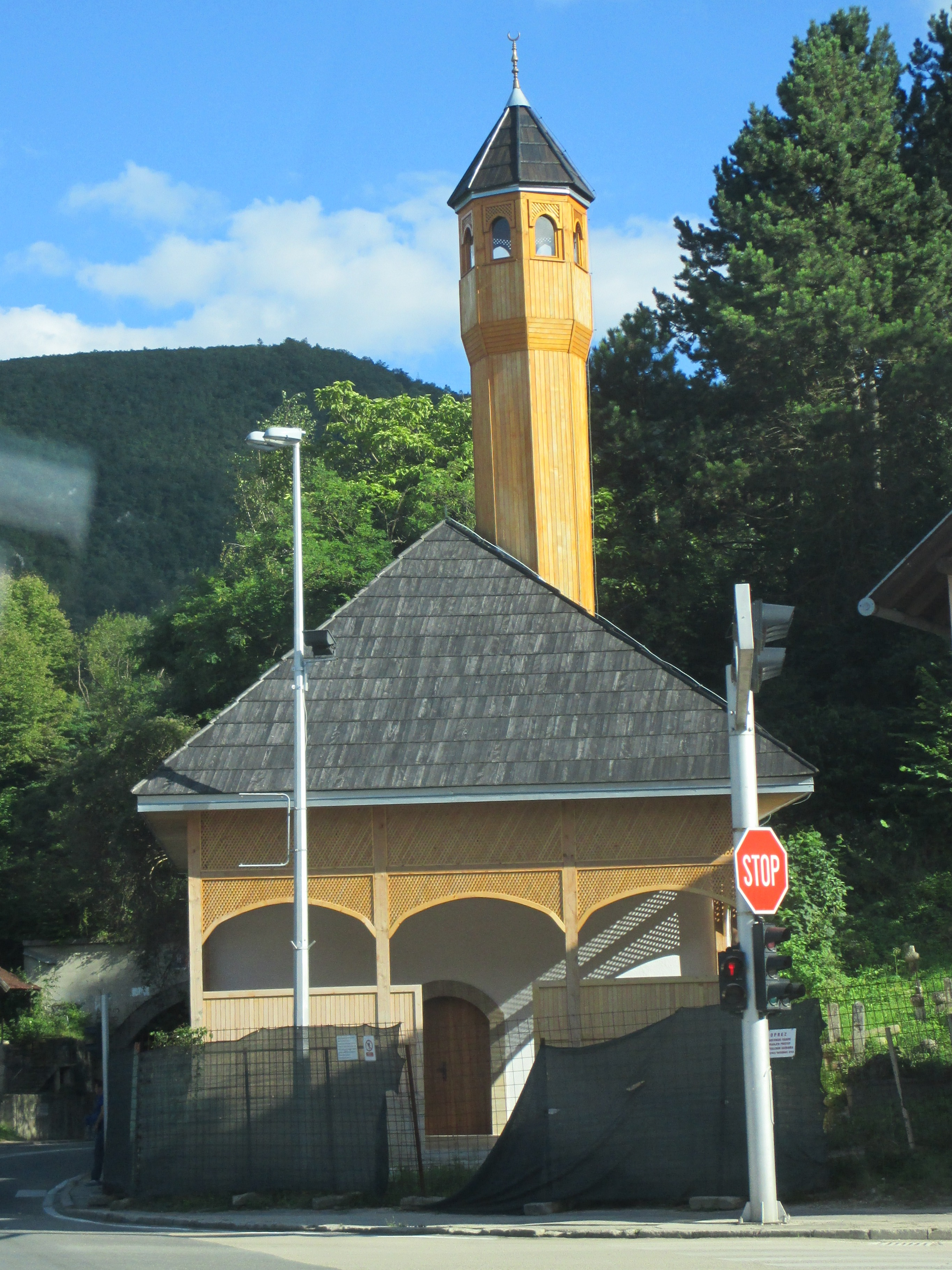
Mesquita de madeira de estilo bósnio (Ramadan begova džamija), reconstruída

|    | Assentamento   | 1931   | 1948 | 1953 | 1961   | 1971   | 1981   | 1991   | 2013   |
| -- | -------------- | ------ | ---- | ---- | ------ | ------ | ------ | ------ | ------ |
|    | Total          | 48,510 |      |      | 34,488 | 35,002 | 41,197 | 45,007 | 30,758 |
| 1  | Bare           |        |      |      |        |        |        | 225    | 252    |
| 2  | Barevo         |        |      |      |        |        |        | 1,616  | 680    |
| 3  | Biokovina      |        |      |      |        |        |        | 512    | 225    |
| 4  | Bistrica       |        |      |      |        |        |        | 1,236  | 909    |
| 5  | Bravnice       |        |      |      |        |        |        | 868    | 323    |
| 6  | Bučići         |        |      |      |        |        |        | 457    | 458    |
| 7  | Bulići         |        |      |      |        |        |        | 1,400  | 1,014  |
| 8  | Carevo Polje   |        |      |      |        |        |        | 1,875  | 1,189  |
| 9  | Divičani       |        |      |      |        |        |        | 1,257  | 1,065  |
| 10 | Donji Bešpelj  |        |      |      |        |        |        | 834    | 536    |
| 11 | Doribaba       |        |      |      |        |        |        | 651    | 588    |
| 12 | Gornji Bešpelj |        |      |      |        |        |        | 783    | 310    |
| 13 | Ipota          |        |      |      |        |        |        | 372    | 310    |
| 14 | Jajce          |        |      |      | 6,853  | 9,127  | 11,918 | 13,579 | 7,172  |
| 15 | Kasumi         |        |      |      |        |        |        | 319    | 219    |
| 16 | Klimenta       |        |      |      |        |        |        | 411    | 447    |
| 17 | Kruščica       |        |      |      |        |        |        | 913    | 685    |
| 18 | Kuprešani      |        |      |      |        |        |        | 1,106  | 770    |
| 19 | Lendići        |        |      |      |        |        |        | 703    | 621    |
| 20 | Lupnica        |        |      |      |        |        |        | 1,064  | 817    |
| 21 | Mile           |        |      |      |        |        |        | 1,270  | 1,056  |
| 22 | Peratovci      |        |      |      |        |        |        | 372    | 331    |
| 23 | Podmilačje     |        |      |      |        |        |        | 674    | 430    |
| 24 | Prudi          |        |      |      |        |        |        | 614    | 420    |
| 25 | Pšenik         |        |      |      |        |        |        | 411    | 328    |
| 26 | Rika           |        |      |      |        |        |        | 901    | 376    |
| 27 | Seoci          |        |      |      |        |        |        | 423    | 250    |
| 28 | Šibenica       |        |      |      |        |        |        | 925    | 861    |
| 29 | Smionica       |        |      |      |        |        |        | 470    | 271    |
| 30 | Vinac          |        |      |      |        |        |        | 1,341  | 1,085  |
| 31 | Vlasinje       |        |      |      |        |        |        | 1,133  | 845    |
| 32 | Vrbica         |        |      |      |        |        |        | 652    | 602    |
| 33 | Vukičevci      |        |      |      |        |        |        | 475    | 271    |

### Composição étnica
|               | 2013           | 1991            | 1981            | 1971           |
| ------------- | -------------- | --------------- | --------------- | -------------- |
| Total         | 7,172 (100,0%) | 13,579 (100,0%) | 11,918 (100,0%) | 9,127 (100,0%) |
| Croatas       | 3,273 (45,64%) | 1,899 (13,98%)  | 1,991 (16,71%)  | 2,148 (23,53%) |
| Bósnios       | 3,267 (45,55%) | 5,277 (38,86%)  | 4,068 (34,13%)  | 4,220 (46,24%) |
| Outros        | 435 (6,065%)   | 389 (2,865%)    | 80 (0,671%)     | 101 (1,107%)   |
| Sérvios       | 197 (2,747%)   | 3,797 (27,96%)  | 3,046 (25,56%)  | 2,403 (26,33%) |
| Iugoslavos    |                | 2,217 (16,33%)  | 2,632 (22,08%)  | 184 (2,016%)   |
| Montenegrinos |                |                 | 58 (0,487%)     | 38 (0,416%)    |
| Albaneses     |                |                 | 22 (0,185%)     | 15 (0,164%)    |
| Macedônios    |                |                 | 8 (0,067%)      | 3 (0,033%)     |
| Eslovenos     |                |                 | 6 (0,050%)      | 12 (0,131%)    |
| Húngaros      |                |                 | 6 (0,050%)      | 3 (0,033%)     |
| Roma          |                |                 | 1 (0,008%)      |                |

|               | 2013            | 1991            | 1981            | 1971            | 1961            | 1931            |
| ------------- | --------------- | --------------- | --------------- | --------------- | --------------- | --------------- |
| Total         | 30,758 (100,0%) | 45,007 (100,0%) | 41,197 (100,0%) | 35,002 (100,0%) | 34,488 (100,0%) | 48,510 (100,0%) |
| Bósnios       | 13,269 (48,68%) | 17,380 (38,62%) | 15,145 (36,76%) | 14,001 (40,00%) | 7,545 (21,88%)  | 14,205 (29,28%) |
| Croatas       | 12,555 (46,06%) | 15,811 (35,13%) | 14,418 (35,00%) | 12,376 (35,36%) | 13,733 (39,82%) | 10,080 (20,78%) |
| Outros        | 933 (3,423%)    | 657 (1,460%)    | 375 (0,910%)    | 192 (0,549%)    | 198 (0,57%)     |                 |
| Sérvios       | 501 (1,838%)    | 8,663 (19,25%)  | 7,954 (19,31%)  | 8,132 (23,23%)  | 8,670 (25,14%)  | 24,176 (49,84%) |
| Iugoslavos    |                 | 2,496 (5,546%)  | 3,177 (7,712%)  | 208 (0,594%)    | 4,342 (12,59%)  |                 |
| Montenegrinos |                 |                 | 72 (0,175%)     | 47 (0,134%)     |                 |                 |
| Albaneses     |                 |                 | 32 (0,078%)     | 15 (0,043%)     |                 |                 |
| Macedônios    |                 |                 | 10 (0,024%)     | 3 (0,009%)      |                 |                 |
| Eslovenos     |                 |                 | 7 (0,017%)      | 18 (0,051%)     |                 |                 |
| Húngaros      |                 |                 | 6 (0,015%)      | 4 (0,011%)      |                 |                 |
| Roma          |                 |                 | 1 (0,002%)      | 6 (0,017%)      |                 |                 |

## Clima
| Dados climáticos para Jajce (1961–1990)                | Dados climáticos para Jajce (1961–1990) | Dados climáticos para Jajce (1961–1990) | Dados climáticos para Jajce (1961–1990) | Dados climáticos para Jajce (1961–1990) | Dados climáticos para Jajce (1961–1990) | Dados climáticos para Jajce (1961–1990) | Dados climáticos para Jajce (1961–1990) | Dados climáticos para Jajce (1961–1990) | Dados climáticos para Jajce (1961–1990) | Dados climáticos para Jajce (1961–1990) | Dados climáticos para Jajce (1961–1990) | Dados climáticos para Jajce (1961–1990) | Dados climáticos para Jajce (1961–1990) |
| Mês                                                    | Jan                                     | Fev                                     | Mar                                     | Abr                                     | Mai                                     | Jun                                     | Jul                                     | Ago                                     | Set                                     | Out                                     | Nov                                     | Dez                                     | Ano                                     |
| ------------------------------------------------------ | --------------------------------------- | --------------------------------------- | --------------------------------------- | --------------------------------------- | --------------------------------------- | --------------------------------------- | --------------------------------------- | --------------------------------------- | --------------------------------------- | --------------------------------------- | --------------------------------------- | --------------------------------------- | --------------------------------------- |
| Recorde alta °C (°F)                                   | 16.6 (61.9)                             | 21.4 (70.5)                             | 26.6 (79.9)                             | 29.4 (84.9)                             | 33.4 (92.1)                             | 34.6 (94.3)                             | 37.6 (99.7)                             | 37.0 (98.6)                             | 37.0 (98.6)                             | 29.4 (84.9)                             | 23.2 (73.8)                             | 19.8 (67.6)                             | 37.6 (99.7)                             |
| Média alta °C (°F)                                     | 3.1 (37.6)                              | 6.4 (43.5)                              | 11.1 (52)                               | 16.0 (60.8)                             | 21.0 (69.8)                             | 23.9 (75)                               | 26.3 (79.3)                             | 26.2 (79.2)                             | 22.7 (72.9)                             | 17.3 (63.1)                             | 10.6 (51.1)                             | 4.2 (39.6)                              | 15.73 (60.33)                           |
| Média diária °C (°F)                                   | −0.8 (30.6)                             | 1.8 (35.2)                              | 5.5 (41.9)                              | 10.1 (50.2)                             | 14.5 (58.1)                             | 17.4 (63.3)                             | 19.2 (66.6)                             | 18.7 (65.7)                             | 15.4 (59.7)                             | 10.8 (51.4)                             | 5.7 (42.3)                              | 0.7 (33.3)                              | 9.92 (49.86)                            |
| Média baixa °C (°F)                                    | −4.7 (23.5)                             | −2.6 (27.3)                             | 0.1 (32.2)                              | 4.1 (39.4)                              | 8.2 (46.8)                              | 11.4 (52.5)                             | 12.5 (54.5)                             | 12.4 (54.3)                             | 9.9 (49.8)                              | 5.7 (42.3)                              | 1.2 (34.2)                              | −2.9 (26.8)                             | 4.61 (40.3)                             |
| Recorde baixa °C (°F)                                  | −25.4 (−13.7)                           | −18.6 (−1.5)                            | −15.2 (4.6)                             | −4.4 (24.1)                             | −1.5 (29.3)                             | 1.2 (34.2)                              | 5.4 (41.7)                              | 4.8 (40.6)                              | −2.0 (28.4)                             | −5.8 (21.6)                             | −14.8 (5.4)                             | −18.8 (−1.8)                            | −25.4 (−13.7)                           |
| Média precipitação mm (pol.)                           | 60.2 (2.37)                             | 61.3 (2.413)                            | 65.7 (2.587)                            | 70.3 (2.768)                            | 87.4 (3.441)                            | 96.5 (3.799)                            | 81.8 (3.22)                             | 77.9 (3.067)                            | 74.8 (2.945)                            | 68.4 (2.693)                            | 91.5 (3.602)                            | 80.5 (3.169)                            | 916.3 (36.074)                          |
| Média de dias de precipitação (≥ 0.1 mm)               | 12.0                                    | 11.3                                    | 13.0                                    | 13.7                                    | 14.5                                    | 14.4                                    | 10.0                                    | 10.0                                    | 10.1                                    | 9.6                                     | 11.5                                    | 12.8                                    | 142.9                                   |
| Média de dias ensolarados (≥ 1.0 cm)                   | 15.4                                    | 11.5                                    | 4.0                                     | 0.5                                     | 0.0                                     | 0.0                                     | 0.0                                     | 0.0                                     | 0.0                                     | 0.0                                     | 3.5                                     | 11.5                                    | 46.4                                    |
| Média umidade relativa (%)                             | 82.7                                    | 79.4                                    | 75.1                                    | 72.3                                    | 75.2                                    | 76.9                                    | 75.8                                    | 76.8                                    | 78.8                                    | 80.2                                    | 81.9                                    | 84.4                                    | 78.29                                   |
| Média mensal horas de sol                              | 52.5                                    | 71.1                                    | 115.3                                   | 147.7                                   | 180.7                                   | 197.3                                   | 243.8                                   | 221.2                                   | 165.6                                   | 120.5                                   | 72.0                                    | 44.2                                    | 1 631,9                                 |
| Fonte: Instituto Meteorológico da Bósnia e Herzegovina |                                         |                                         |                                         |                                         |                                         |                                         |                                         |                                         |                                         |                                         |                                         |                                         |                                         |

## Pessoas notáveis
- Dubravko Lovrenović
- Mato Jajalo (nascido em 1988), jogador de futebol
- Marin Leovac (nascido em 1988), jogador de futebol
- Irfan Škiljan (nascido em 1973), cientista da computação, autor do programa IrfanView

## Cidades-irmãs
Jajce está geminado com: 
- Alaçatı, Turquia
- Hallsberg, Suécia
- Kutná Hora, República Tcheca
- Ottensheim, Austria
- Piacenza, Itália
- Szekszárd, Hungria
- Tomislavgrad, Bósnia e Herzegovina
- Virovitica, Croácia
- Zenica, Bósnia e Herzegovina